# Frédéric Dohou

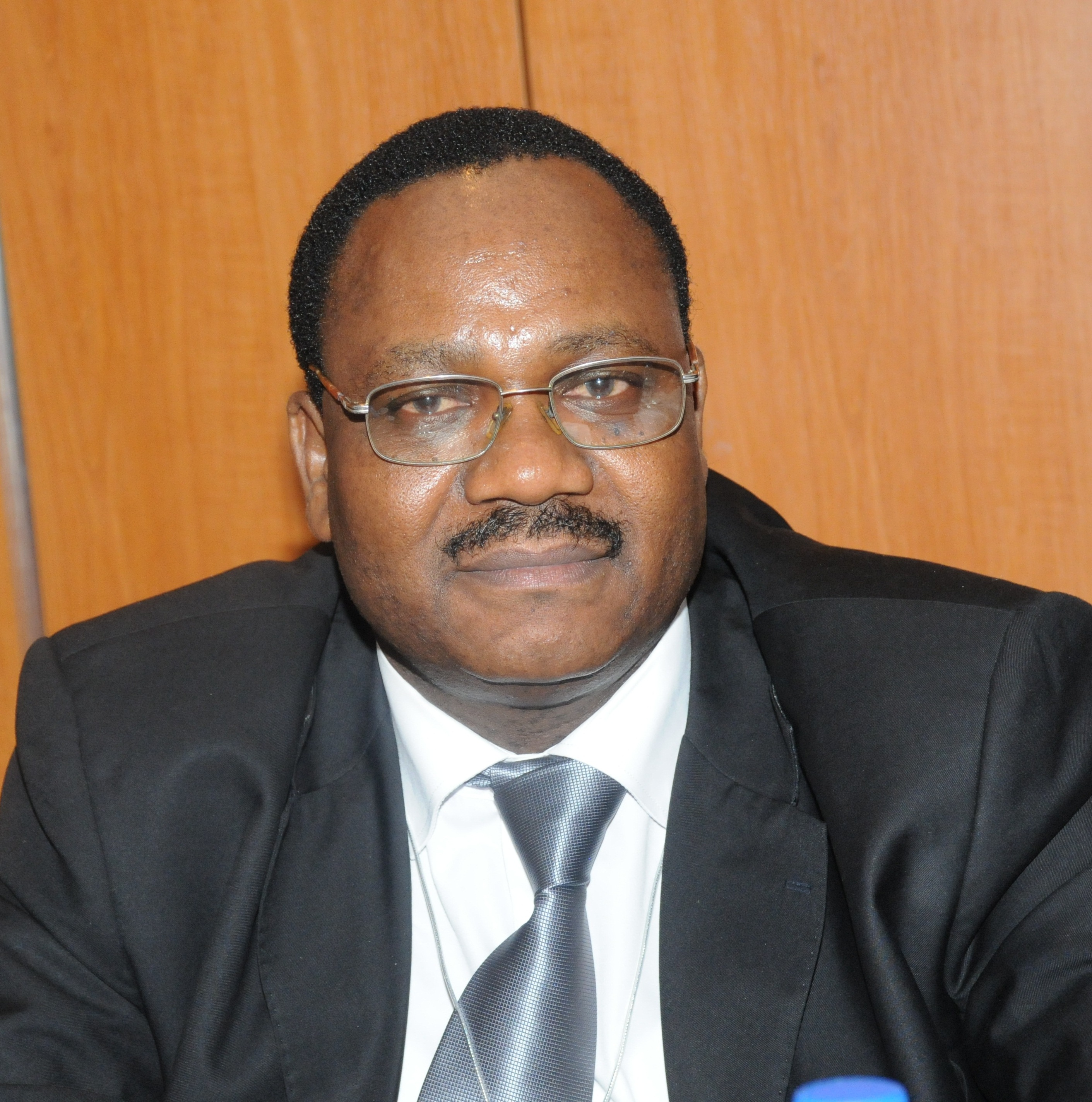
Frédéric Dohou (2012)

Frédéric Dohou ist ein Politiker aus Benin. Er ist derzeit Präsident des Board of Directors der «Réseau des universités des sciences et technologies des pays d'Afrique au sud du Sahara», ein Netzwerk von afrikanischen Universitäten.

## Politische Karriere
Seine politische Karriere begann Frédéric Douhou 2001 als besonderer Ratgeber des Präsidenten Mathieu Kérékou. Ab 2003 war er Minister für Kultur, Handwerk und Tourismus. 2005 wurde er zum Minister für Kommunikation und Förderung neuer Technologien, dieses Amt sowie das des Regierungssprechers behielt er bis 2006. Im selben Jahr erfolgte seine Wahl zum Außenminister (ad interim).